# Chichestrska stolnica
Chichestrska stolnica, uradno znana kot stolna cerkev svete Trojice, je sedež anglikanskega škofa Chichestra v Chichestru v Zahodnem Sussexu v Angliji. Kot stolnica je bila ustanovljena leta 1075, ko je sedež škofa preseljen iz Selseyja. 
Arhitektura stolnice je v normanskem in gotskem slogu in jo je arhitekturni zgodovinar Nikolaus Pevsner imenoval "najznačilnejša angleška stolnica".  Ima dve arhitekturni značilnosti, ki sta edinstveni med srednjeveškimi angleškimi stolnicami: samostojen srednjeveški zvonik (ali campanile) in dvojne stranske ladje.  V stolnici sta dve redki srednjeveški skulpturi in veliko sodobnih umetniških del, kot so tapiserije, vitraji in kiparsko okrasje, mnoga je naročil dekan Hussey.
Mesto Chichester je bilo, čeprav je ohranilo dve glavni križajoči cesti iz rimskega obdobja, vedno dovolj majhno, da je lahko bilo celotno mestno prebivalstvo naenkrat v notranjosti stolnice, kar je opisal Daniel Defoe:
Ne morem veliko povedati o Chichestru, v katerem ne bi, če bi odstranili šest ali sedem dobrih družin, bilo veliko pogovorov, razen tistih med kanoniki in dostojanstveniki stolnice. 
Zvonik, ki se dviga nad zeleno bakreno streho stolnice, se vidi več kilometrov daleč po ravninskih travnikih Zahodnega Sussexa in je edina srednjeveška angleška stolnica, ki je vidna z morja. 

## Zgodovina
Stolnica je bila zgrajena, da bi nadomestila stolnico, ki jo je leta 681 ustanovil sveti Wilfrid za Južno Saško v Selseyju. Sedež škofa so prenesli leta 1075. Posvečena je bila leta 1108 pod škofom Ralphom de Luffo. Zgodnejši prizidek je bila kapela svetega Pantaleona ob južnem transeptu (zdaj kanonska zakristija), verjetno začeta tik pred požarom leta 1187, ki je uničil stolnico in velik del mesta. Po požaru sta bili potrebni precejšnja obnova ladje in zamenjava uničenega lesenega stropa z današnjim kamnitim obokom, verjetno delo Walterja Coventryja. Stolnica je bila ponovno posvečena leta 1199.
V 13. stoletju je bil končan osrednji stolp, obnovljen normanski apsidalen vzhodni konec z Marijino kapelo, na vsaki strani ladje je bila dodana vrsta kapel, ki sestavljajo dvojni korni obhod, kot ga najdemo v številnih francoskih stolnicah. Zvonik je bil končan okoli leta 1402, samostojen zvonik pa zgrajen na severozahodnem koncu.
Leta 1262 je bil Richard de la Wyche, ki je bil škof od 1245 do 1253, kanoniziran kot sveti Rihard Chichestrski. Zaradi njegovega relikviarija je stolnica postala romarski kraj. Na začetku angleške reformacije leta 1538 so ga morali uničiti. Leta 1642 so stolnico oblegali parlamentarni vojaki.
Stolpi so imeli zaradi posedanja posebej nesrečno zgodovino, kar pojasnjuje položaj zvonika iz 15. stoletja, odmaknjenega od stolnice. Fasada jugozahodnega stolpa je propadla leta 1210 in je bila obnovljena. Severozahodni stolp se je zrušil leta 1635 in ni bil obnovljen do leta 1901. Zid zvonika je bil zgrajen v 14. stoletju in ga je v 17. stoletju popravil sir Christopher Wren. Preživel je udar strele leta 1721 in je stal 450 let, preden se je zrušil 21. februarja 1861, na srečo ni nihče umrl. }} Za obnovo je bil ustanovljen sklad in prispevala je tudi kraljica Viktorija. Replika starega stolpa in zvonik sta bila rekonstruirana. Konstrukcija je bila dvignjena za približno 1,8 m, delo je vodil sir George Gilbert Scott, in je bilo končana v petih letih.  Zdaj je visok 82 metrov. Ruševine prvotnega zvonika so bile uporabljene za gradnjo nekdanje zahodne samostanske kapele. 

## Arhitektura
Za angleške stolnice in tudi za chichestrsko je značilna dolga in pestra zgodovina zgradbe, zaznamovana s številnimi nesrečami. Arhitekturna zgodovina se kaže v strukturi, ker so graditelji različnih obdobij gradili v različnih slogih in s spreminjajočo se tehnologijo. Notranji in zunanji deli prvotne normanske stolnice se razlikujejo od poznejšega gotskega dela z masivno konstrukcijo in okroglimi zgornjimi okni. Prav tako je mogoče določiti različne gotske sloge od konca 12. pa do 15. stoletja.
Tloris je v obliki križa, tremi ladjami in korom ter prečno ladjo. Značilno angleško je, da je  vzhodni konec zgradbe dolg v primerjavi z ladjo, ima kvadraten zaključek in štrlečo Marijino kapelo. Prav tako značilno angleška je ureditev para stolpov na zahodni strani in večji osrednji stolp nad križiščem.  Njegov tloris je nenavaden za Anglijo, saj ima dvojne ladje. Križni hodnik je na južni strani objekta.
Stolnica je majhna za normanske stolnice v primerjavi s stolnico v Winchestru, Elyju in Peterboroughu. Velik del prvotne normanske zgradbe je v ladji, transeptu, križanju in sosednjih obokih kora. Po višini si sledijo običajne tri faze arkade, galerija in svetlobno nadstropje. Podobno je v Winchestru, kjer so arkade sorazmerno nizke in slonijo na trdnih slopih namesto stebrih. V galeriji zgoraj je vsak širok prostor razdeljen na dva dela s stebrički tako, kot je značilno za romansko arhitekturo. 
Po požaru leta 1187 je bilo svetlobno nadstropje obnovljeno, celotna zgradba pa je dobila rebrast obok. Vzhodni konec je bil podaljšan s krožnim ambulatorijem in sestavlja kvadraten retrokor ali prezbiterij z lancetnimi okni v slogu, ki je prehoden med normanskim in gotskim. Novejše arkade in svetlobno nadstropje ima ohranjene okrogle loke iz prejšnje normanske arhitekture. Obok je v zgodnjeangleškem gotskem slogu (Early English), zunaj podprt z oporniki in velikimi fialami na vzhodnem koncu. V tem času je bila celotna notranjost prenovljena, velik del z zidom iz klesanca. Vsak slop je okrašen z občutljivim temnim purbeškim marmorjem (fosiliziran apnenec z otoka Purbeck, polotok v jugovzhodnem Dorsetu) s kapiteli z listjem, v kontrastu s kapiteli iz apnenca na slopu. Celoten program del je verjetno vodil Walter Coventry. Ladja je bila pozneje razdeljena od kora z elegantno pravokotno korno pregrado s tremi obokanimi odprtinami, ki se imenuje Arundelska pregrada (Arundel Screen). Odstranjena je bila sredi 19. stoletja, vendar obnovljena leta 1961.
Zasnova osrednjega stolpa, ki jo je zvesto reproduciral George Gilbert Scott, je v zgodnjem angleškem slogu. Na vsaki strani ima dva para visokih odprtin, obdanih z globokimi ornamenti.
Prvotni zvonik, ki je bil prav tako zidan, je bil zgrajen v poznem 14. stoletju pod vodstvom Johna Masona (umrl okoli leta 1403), ki je zgradil tudi Vikarjevo dvorano. Slog in konstrukcija zvonika očitno temeljita na stolnici v Salisburyju, vendar pa ni tako zelo visok, verjetno zaradi pogrezanja. Marijina kapela, zgrajena na vzhodu retrokora, je dolg ozek prostor z velikimi okni v poznogotskem (perpendicular) slogu 13. stoletja.
Druge zgradbe, povezane s stolnico, so samostojni zvonik iz začetka 15. stoletja, najverjetneje delo Williama Wynforda, ki je oblikoval tudi križni hodnik, z odprtinami v poznogotskem slogu. Krščanski dobrodelni varovani domovi svete Marije v Chichestru, ki so povezani s stolnico, so iz 13. stoletja. Srednjeveška sirotišnica, povezana s prej omenjeno hišo, je ena od le dveh takih na svetu, druga je v Nemčiji. 

## Zakladnica
Stolnica ima številne zaklade in umetniška dela, najbolj dragocena sta dva izrezljana reliefa iz 12. stoletja, ki sta izjemna redkost v angleškem kiparstvu. Drug antični zaklad so ostanki rimskega mozaika v tlaku, ki ga je mogoče videti skozi stekleno okno, in vrsta 38 srednjeveških mizerikordij iz leta 1330, ki so pod sedeži kornih klopi, kljub temu da so drugi deli večinoma viktorijanska rekonstrukcija. 
Med znanimi grobovi so grob Gustava Holsta, gotski "Arundelov grob", ki kaže ležečega Richarda FitzAlana, 10. grofa Arundelskega (1313–1376), ki drži za roko svojo drugo ženo Eleanoro Lancastrsko (1318–1372) . Grobnica je opisana v pesmi An Arundel Tomb Philipa Larkina. Leonard Bernstein je za stolnico sestavil Chichestrske psalme.
Stolnica ima veliko sodobnih umetniških del, tudi tapiserije Johna Piperja in Ursule Benker-Schirmer, okno Marca Chagalla, sliko Grahama Sutherlanda (Noli me Tangere), skulpturo in napis Johna Skeltona in retabel v kapeli Janeza Krstnika, delo Patricka Procktorja. Zunaj stolnice stoji bronast kip svetega Riharda Chichestrskega, delo Philipa Jacksona.

## Glasba
V stolnici so orgle, imajo pevski zbor, saj so obredi vsak dan in ob posebnih dneh. V njej so tudi koncerti vseh drugih zvrsti glasbe, verske in posvetne.

### Orgle
Orgle so v stolnici skoraj neprekinjeno že od srednjega veka s premorom v času Commonwealtha. Trenutno je v njej pet orgel različnih velikosti in slogov, z glavnimi, ki datirajo v obdobje obnove angleške monarhije, ki se je začela leta 1660, do orgel iz poznega 18. stoletja in zadnjih treh: ladijske orgle, Walker, ki so majhne prenosne orgle v baročnem slogu, Allen, zgodnji primer digitalnih elektronskih orgel, ki datirajo v konec 20. stoletja.
Nekaj znanih skladateljev, tudi Thomas Weelkes in John Reading, je bilo stolnih organistov. Anne Maddocks (pomočnica organista, 1942–1949) je bila prva ženska v državi, ki je imela tako delovno mesto v stolnici, druga je bila Sarah Baldock (organistka in zborovodja, 2008–2014). 

### Zbor
Pevski zbor sestavlja 14 pevcev in pevk, štirje pripravniki in šest laikov vikarjev, ki so profesionalni glasbeniki.
V šolskem letu ima zbor osem nastopov vsak teden. Poleg petja se pevci in pevke učijo klavir in orkestralne instrumente, najmanj 18 ur tedensko porabijo za glasbeni nastop.
Zbor redno nastopa v tujini in je v zadnjih letih obiskal Francijo in severno Bavarsko (Bamberg, Bayreuth, Nürnberg in Würzburg) in pogosto obiskuje Chartres. Leta 2005 je bil zbor na turneji v Južni Afriki. 

### Koncerti
Stolnica gosti številne koncerte in zagotavlja prostor gostujočim umetnikom z vsega sveta.
Stolnica ne omejuje glasbe samo na klasično,  saj je v njej nastopila rok skupina Pink Floyd, ki je igrala na pogrebu svojega menedžerja Steva O'Rourka. 
Drugi izvajalci so bili še Bob Geldof, Rolf Harris in The Hollies.

## Ptice
Stolnica je gnezdišče sokola selca, ki uporablja luskasto kupolo na dnu zvonika. Trije samci in ena samička so se izvalili aprila 2009. V obdobju gnezdenja so posneli mladiče v notranjosti stolnice in jih prikazali na spletni strani Arhivirano 2012-04-19 na Wayback Machine.. 

## Film
V 10. epizodi 1. sezone BBC-jeve televizijske komične serije Leteči cirkus Montyja Pythona je športnik Ron Obvious (igral ga je Terry Jones) poskušal pojesti stolnico, ko se mu ni posrečilo skočiti čez Rokavski preliv.